# Gruppo Sportivo Fascio Giovanni Grion 1938-1939
Questa voce raccoglie le informazioni riguardanti il Gruppo Sportivo Fascio Giovanni Grion nelle competizioni ufficiali della stagione 1938-1939.

## Divise
| Prima divisa |

## Rosa
| N. |                   | Ruolo | Calciatore                     |
| -- | ----------------- | ----- | ------------------------------ |
|    | Italia (bandiera) | C     | Sergio Bassi                   |
|    | Italia (bandiera) | C     | Italo Bino                     |
|    | Italia (bandiera) | A     | Egidio Boico                   |
|    | Italia (bandiera) | A     | Mario Busdon (Busidoni)        |
|    | Italia (bandiera) | A     | Giorgio Cherstaldi (Castaldi)  |
|    | Italia (bandiera) | C     | Ervino Cateni                  |
|    | Italia (bandiera) | C     | Giovanni Chirissich (Chirissi) |
|    | Italia (bandiera) | D     | Nicolò Curto                   |
|    | Italia (bandiera) | A     | Urbano Della Pietra            |
|    | Italia (bandiera) | C     | Antonio Ferrara                |
|    | Italia (bandiera) | C     | Mario Gustincich (Gustini)     |
|    | Italia (bandiera) | C     | Bruno Kazianka (Cazianca)      |
|    | Italia (bandiera) | A     | Giovanni Luciani               |

| N. |                   | Ruolo | Calciatore                    |
| -- | ----------------- | ----- | ----------------------------- |
|    | Italia (bandiera) | A     | Silvio Marini                 |
|    | Italia (bandiera) | A     | Alberto Milli                 |
|    | Italia (bandiera) | A     | Aldo Plaustro                 |
|    | Italia (bandiera) | D     | Tullio Rocco                  |
|    | Italia (bandiera) | P     | Enrico Schiffling (Schiffini) |
|    | Italia (bandiera) | A     | Ferruccio Smolizza            |
|    | Italia (bandiera) | A     | Angelo Solazzo                |
|    | Italia (bandiera) | A     | Armando Stella                |
|    | Italia (bandiera) | A     | Carlo Stetka                  |
|    | Italia (bandiera) | D     | Rodolfo Tomich (Tomi)         |
|    | Italia (bandiera) | A     | Guglielmo Valdemarin          |
|    | Italia (bandiera) | A     | Tomaso Vitiello               |
|    | Italia (bandiera) | C     | Antenore Zannantoni           |

Fra parentesi il cognome italianizzato imposto al giocatore e riportato dalla stampa sportiva nazionale e locale.

## Risultati

### Serie C

#### Girone A

##### Girone di andata
| Valdagno 18 settembre 1938 1ª giornata | Marzotto Valdagno | 1 – 1 | Grion Pola |  |

| Arbitro: | Bellè (Venezia) |

|                         |           |                    |
| Smolizza 1’ Solazzo 63’ | Marcatori | 33’ (rig.) Freschi |

| Udine 2 ottobre 1938 3ª giornata | Udinese | 2 – 1 | Grion Pola |  |

| Arbitro: | Ferrari |

|                   |           |              |
| Marini 49’ (rig.) | Marcatori | 83’ (aut.) ? |

| Arbitro: | Tiberio (Gorizia) |

|                 |           |                                    |
| Gardini 10’, ?’ | Marcatori | Plaustro 31’ Busidoni 78’ Smolizza |

| Arbitro: | Venutti (Trieste) |

|  |           |               |
|  | Marcatori | 82’ Pellicari |

| Pola 6 novembre 1938 7ª giornata | Grion Pola | 0 – 0 referto | Vicenza | \| Arbitro: \| Cappelli \| |
| Arbitro:                         | Cappelli   |               |         |                            |

| Rovigo 13 novembre 1938 8ª giornata | Rovigo | 0 – 1 | Grion Pola |  |

| Arbitro: | Capitanio |

|  |           |               |
|  | Marcatori | 69’ Chiapulin |

| Fiume 11 dicembre 1938 10ª giornata | Fiumana | 4 – 1 | Grion Pola |  |

| Arbitro: | Clemente |

|              |           |  |
| Smolizza 63’ | Marcatori |  |

| Treviso 1 gennaio 1939 12ª giornata | Treviso | 3 – 1 | Grion Pola |  |

| Arbitro: | Mendo |

|                 |           |  |
| Stetka 38’, 62’ | Marcatori |  |

##### Girone di ritorno
| Arbitro: | Martelli |

|                     |           |          |
| Stetka 2’ Milli 54’ | Marcatori | 83’ Moro |

| Arbitro: | Bona (Firenze) |

|                               |           |                      |
| Simonetti I 42’ Romano II 65’ | Marcatori | 4’ Milli 57’ Solazzo |

| Arbitro: | Mantovani (Ferrara) |

|                |           |                          |
| Milli 24’, 38’ | Marcatori | 45’ Sdraulig 78’ Bertoli |

| Arbitro: | Bellè (Venezia) |

|               |           |          |
| Lanzi 6’, 65’ | Marcatori | 1’ Milli |

| Arbitro: | Della Pietra |

|               |           |  |
| Milli 1’, 82’ | Marcatori |  |

| Verona 19 febbraio 1939 19ª giornata | Audace SME | 1 – 0 | Grion Pola |  |

| Vicenza 5 marzo 1939 20ª giornata | Vicenza | 0 – 0 | Grion Pola |  |

| Arbitro: | Sinico |

|                                  |           |             |
| Milli ?’ (rig.) Smolizza 29’, ?’ | Marcatori | ? 87’ Penzo |

| Arbitro: | Guarda |

|                                                        |           |                               |
| Verzegnassi 3’, 17’ Campana ?’ (rig.) Auletta 77’, 84’ | Marcatori | 36’ Milli 60’ Busidoni Stetka |

| Arbitro: | Nerozzi |

|                 |           |  |
| Stetka 12’, 55’ | Marcatori |  |

| Mestre 9 aprile 1939 24ª giornata | Mestre | 3 – 2 | Grion Pola |  |

| Arbitro: | Giambone |

|  |           |              |
|  | Marcatori | 20’ Maran II |

| Trieste 23 aprile 1939 26ª giornata | Ponziana | 3 – 0 | Grion Pola |  |

### Coppa Italia
| Arbitro: | Mayer |

|            |           |                               |
| Stetka 53’ | Marcatori | 32’ Bellini II 40’ Bradaschia |